# Christophe Chaintreuil
Christophe Chaintreuil est un footballeur français né le 4 mai 1964 à Bagnols-sur-Cèze, évoluant au poste de milieu de terrain. Il s'est reconverti entraîneur.
Au total, il a joué 153 matchs en Division 1 et 287 matchs en Division 2. 
Après sa carrière il est devenu formateur. 
il est aujourd’hui directeur de l’académie D’Al adalah club en 🇸🇦 Arabie saoudite .  
Depuis  juillet 2025 Christophe est le directeur technique de L’espérance de Tunis , grand club de Tunisie 🇹🇳.       

## Carrière de joueur et entraîneur
- 1984-1988 : Olympique d'Alès
- 1988-1989 : CO Le Puy
- 1989-1991 : Olympique d'Alès
- 1991-1993 : AS Saint-Étienne
- 1993-1995 : FC Martigues
- 1995-1999 : FC Sochaux
- 2001-2003  : entraîneur U13 FC Bagnols-Pont
- 2003-2005 : entraîneur U14 Avignon Football 84
- 2005-2007 : entraîneur Avignon Football 84 (DH)
- 2007-2010 : entraîneur SC Bastia U17 et U19
- 2010-2012 : entraîneur US Le Pontet (CFA)
- 2012-2014 : entraîneur Lekhwiya SC (Qatar)U17🇶🇦

- 2014-2015 : directeur de la formation à l'AC Arles-Avignon
- 2016-2018: entraîneur de l'équipe nationale U17 Singapour🇸🇬
- 2018-2019 : entraîneur U17 ASSE
- 2019-2021 : directeur du centre de formation Nîmes Olympique+entraîneur U19
- 2021-2022 : directeur technique de l’OM au Sénégal 🇸🇳
- 2024 directeur technique à Al adalah en Arabie saoudite 🇸🇦
- 2025 directeur technique à espérance sportive de Tunis en Tunisie 🇹🇳

## Palmarès
- Deuxième du groupe A de Division 2 en 1986
- Demi-finaliste de la Coupe de France en 1987